# Никто не знает о персидских котах
Никто не знает о персидских котах  (англ. No One Knows About Persian Cats, перс. کسی از گربه های ایرانی خبر نداره‎) — иранская драма, снятая режиссёром Бахманом Гобади в 2009 году. Мировая премьера состоялась 14 мая 2009 года. Первоначально фильм назывался Kasi az Gorbehaye Irani Khabar Nadareh (рус. Никто не навещает персидских кошек), но вскоре был переименован на текущее название.
Фильм показывает музыкальную перспективу Ирана. В частности в фильме показана подпольная деятельность рок-музыки в Иране. На Каннском кинофестивале 2009 года фильм выиграл специальный приз жюри в номинации «Особый взгляд» (фр. Un Certain Regard). В создании фильма принимали участие различные музыкальные группы Ирана и других стран, поющие на персидском языке. Благодаря данному фильму, песня и клип Ekhtelaf рэппера Hichkas'а стали очень популярными не только во всём иранском мире, но и за его пределами.

## Сюжет
После освобождения из тюрьмы два молодых музыканта — Ашкан и Негар — планируют создать музыкальную группу для последующей эмиграции из Ирана. Они заводят дружбу с человеком по имени Надер (роль исполнял Хамед Бехдад), который является продюсером и занимается подпольной музыкальной деятельностью. Надер помогает Ашкану и Негар в создании группы и устраивает для них серию концертов по Тегерану и его окрестностях. Другие подпольные музыканты также присоединятся к ним, а некоторые сотрудничают друг с другом и помогают другим покинуть страну.

## В главных ролях
- Негар Шагаги — Негар
- Ашкан Кушанеджад — Ашкан
- Хамед Бехдад — Надер

## Награды
Во время мировой премьеры на Каннском кинофестивале 2009 года фильм выиграл специальный приз жюри в номинации «Особый взгляд» (фр. Un Certain Regard).

## Обвинения и критика
Вскоре после официальной премьеры и показа фильма, иранский режиссёр Торанг Абедиан обвинила режиссёра фильма Бахмана Гобади в присвоении идей из её документального фильма «Не иллюзия», который был снят в 2003—2008 годах и был официально выпущен в 2008 году. По словам Абедиан, однажды её оператору позвонил Гобади, после чего оператор перешёл к нему на работу.